# Cenchrus setigerus
Cenchrus setigerus är en gräsart som beskrevs av Vahl. Cenchrus setigerus ingår i släktet tagghirser, och familjen gräs. Inga underarter finns listade i Catalogue of Life.

## Bildgalleri

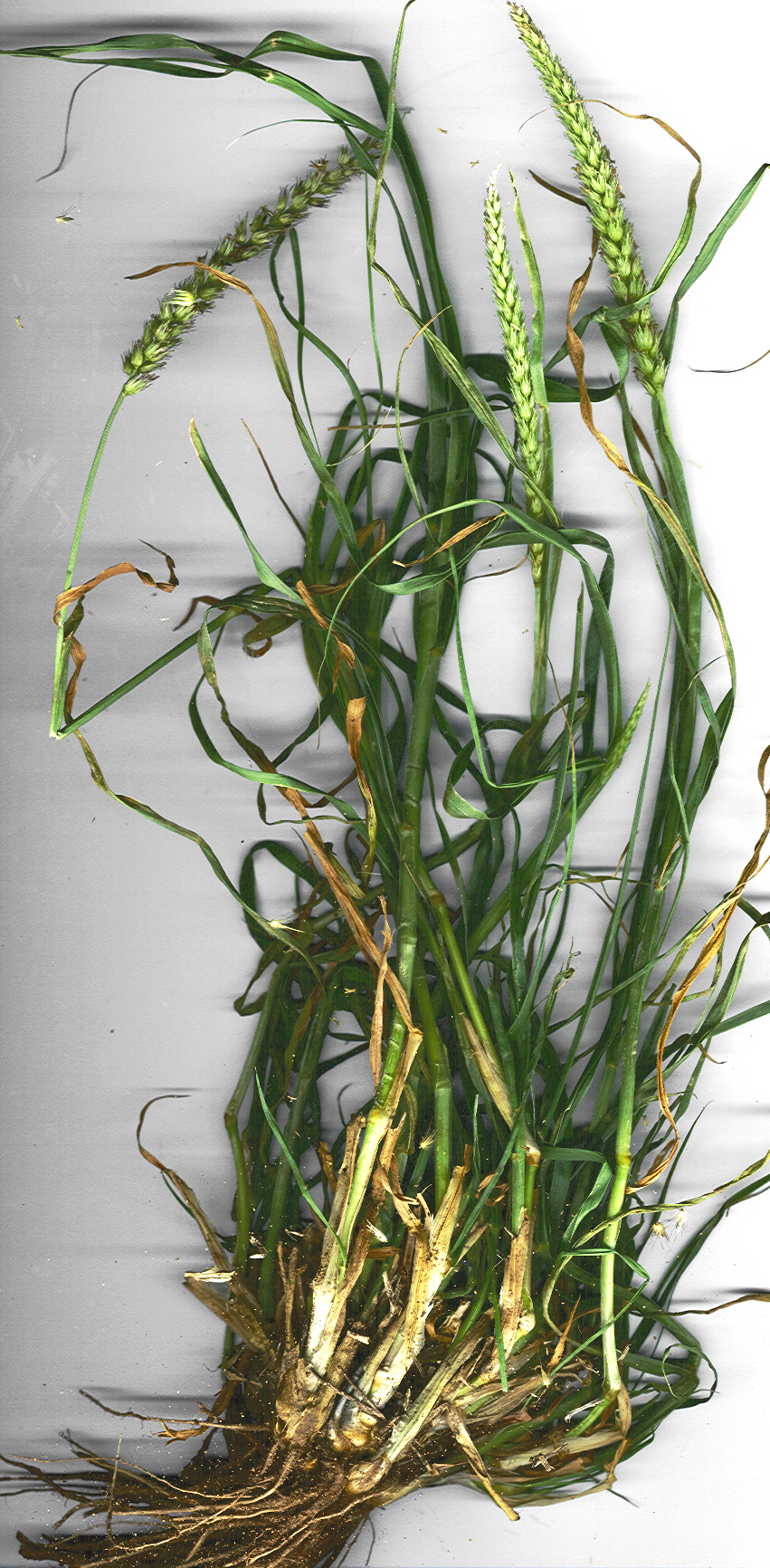
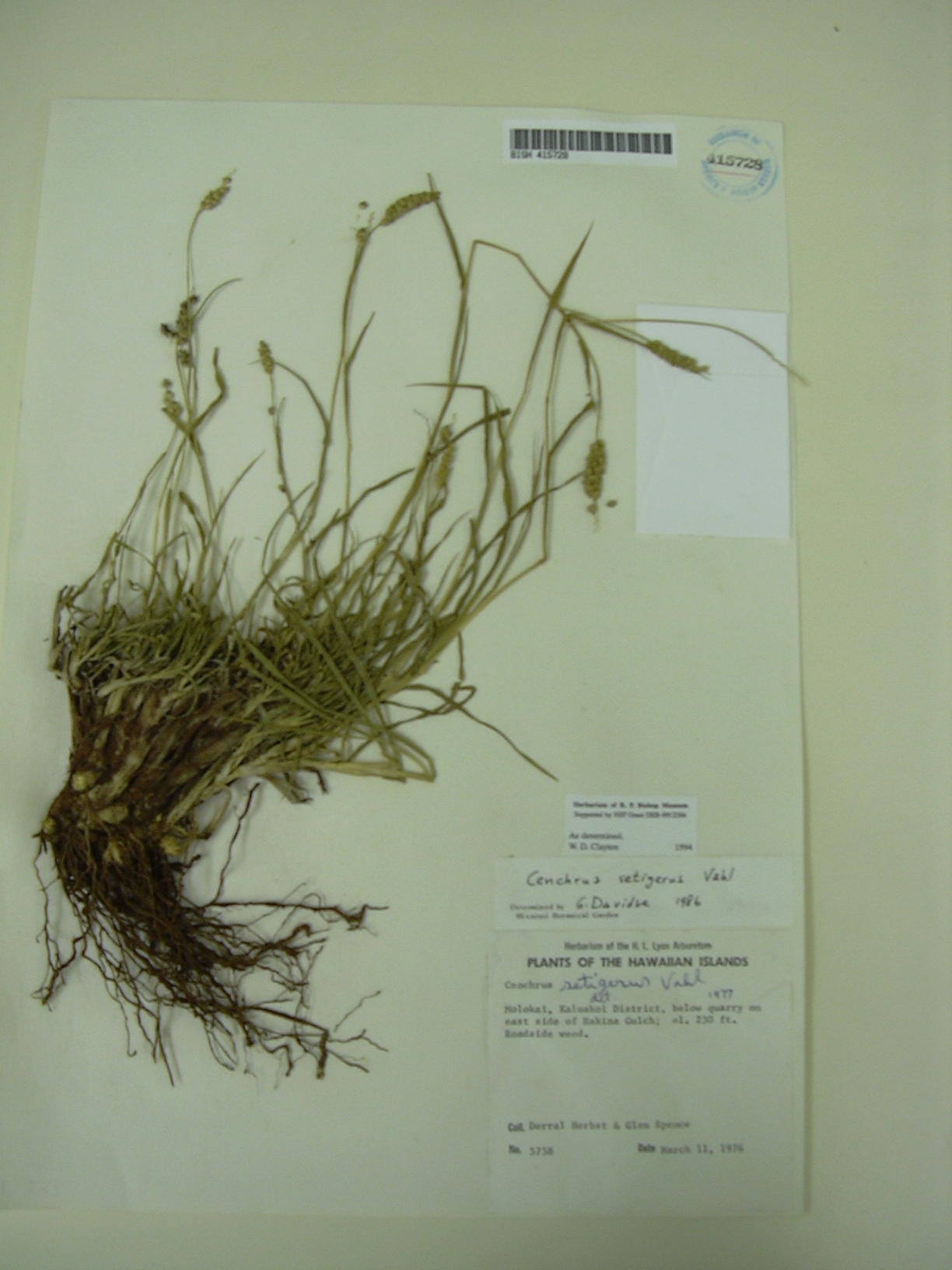
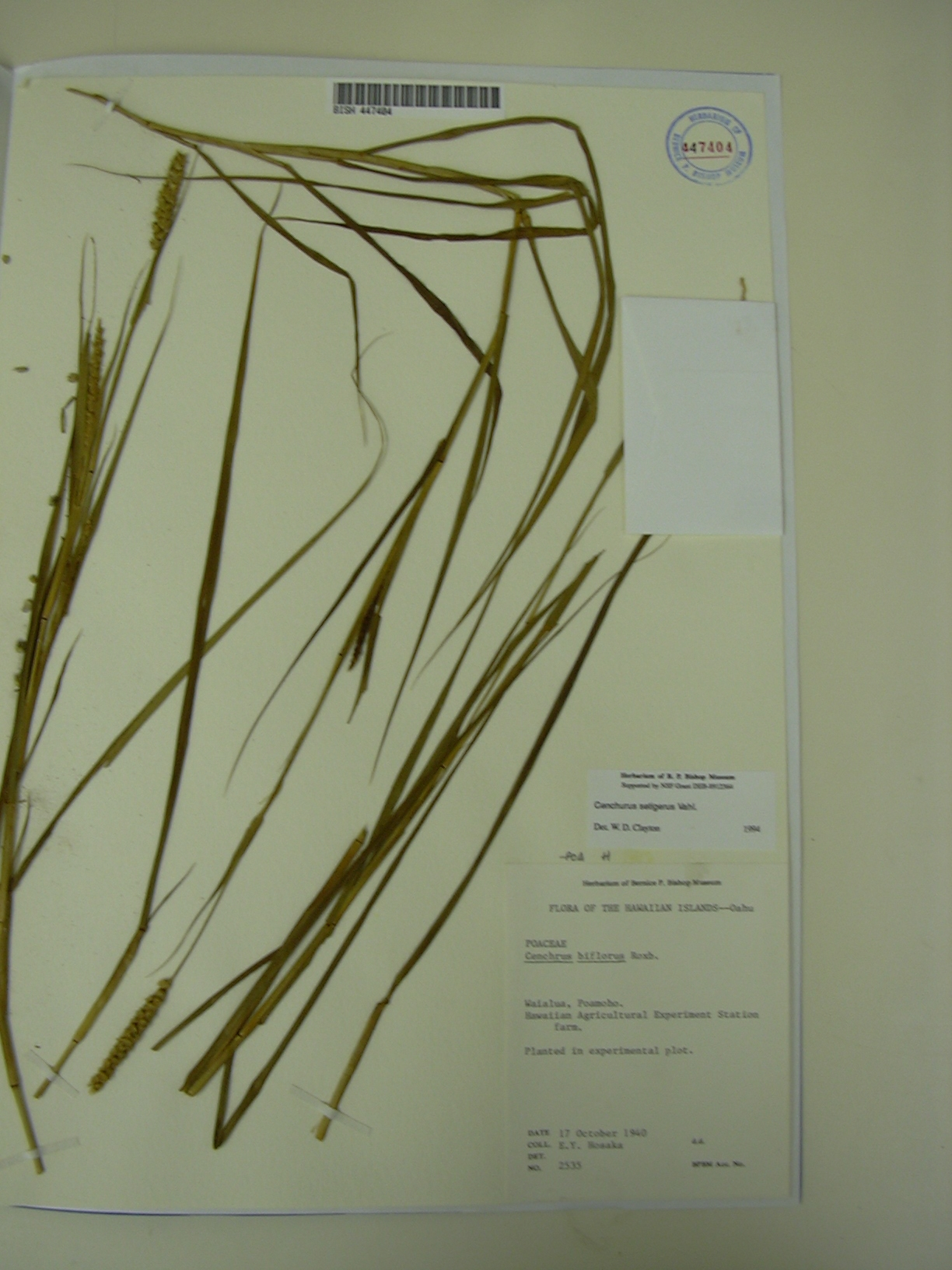
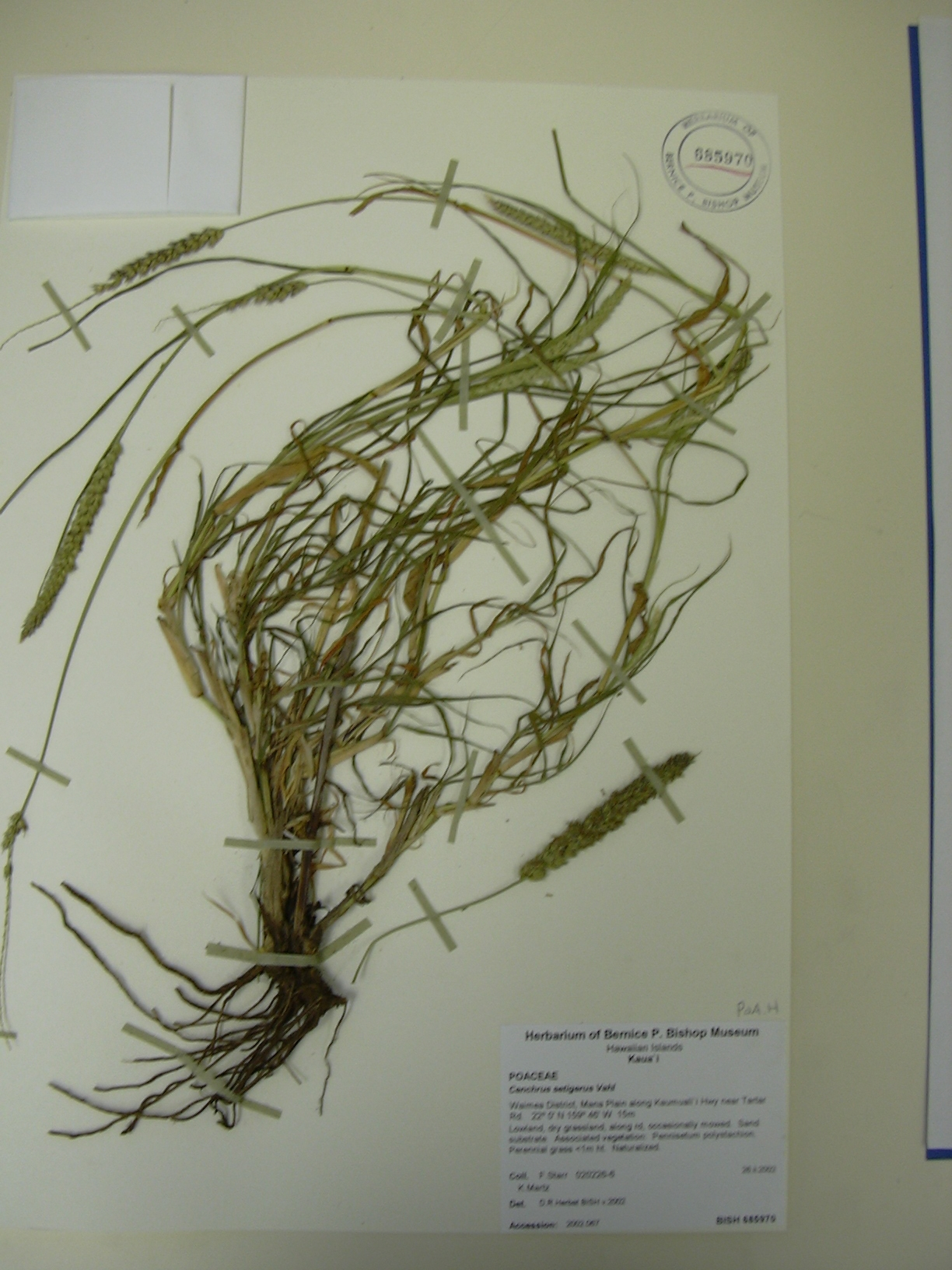